# جشمة جيوري سرسقاوة (مارغون)
جشمة جیوري سرسقاوة (بالفارسية: چشمه جیوری سرسقاوه) هي قرية تقع في إيران في قسم مارغون الريفي.